# Пролом (село)
Пролом е село в Южна България. То се намира в община Карлово, област Пловдив.

## География
Село Пролом се намира в планински район.

## История
Село Пролом до 1934 г. е носило турското име Боаз (Боазкьой), което буквално преведено от турски означава „пролом“. То получава това си име, тъй като се намира в началото на пролома на р. Стряма през Средна гора. Селото явно е съществувало още преди османското нашествие, пръснато в пет махали, вероятно охранявали пролома, по който минавал пътя от Горнотракийската низина към Стремската долина. Към края на XVIII век махалите се събират приблизително на сегашното местоположение на селото. По време на кърджалийските погроми в началото на XIX век селото е изгорено и успява да се събере и възстанови едва към 1825 г. По време на Освободителната война от 1877/78 г. селото отново е опожарено, но успява да се възстанови сравнително бързо и в 1882 г. възстановяват и изгорената църква „Света Троица“.

## Редовни събития
Всяка година на храмовия празник на църквата „Света Троица“ се провежда и събора на селото посветен на народната певица Тинка Пешева.